# Жоакин Барбоза
Жоакин Бенедито Барбоза Гомис (на португалски: Joaquim Benedito Barbosa Gomes, р. 7 октомври 1954) е бразилски магистрат – съдия във Върховния федерален съд на Бразилия в периода 2003 г. – 2014 г. и негов председател от 2013 до 2014 г.
Въпреки че често е определян като първия чернокож съдия във Върховния съд, Жоакин Барбоза всъщност е третият чернокож съдия в историята на съда. Негови чернокожи предшественици във Върховния съд са били Педро Леса (1907 – 1924) Ерменежилдо де Барос (1919 – 1937).
Жоакин Барбоза завършва право в Бразилския университет през 1979 г.
В периода 1976 – 1979 Жуакин Барбоза е завеждащ канцелария към Министерството на външните работи на Бразилия, служейки известно време в Посолството на Бразилия в Хелзинки, Финландия. През периода 1979 – 1984 г. е адвокат на Федералната служба за обработка на данни (SERPRO) към Министерството на финансите на Бразилия. През 1984 г. печели конкурс за федерален прокурор (прокурор на републиката) към Федералната прокуратура на Бразилия и в периода 1984 – 2003 е федерален прокурор в Бразилия (1984 – 1993) и в Рио де Жанейро (1993 – 2003).
Успоредно със службата си във Федералнаа прокуратура, Жуакин Барбоза завършва и академичната си специализация в областта на конституционното и административно право, като през 1990 г. и 1993 г. придобива, съответно, магистърска и докторска степен по публично и конституционно право в Парижкия университет. Владее английски, френски, немски и испански език. Автор е на редица изследвания в областта на бразилското конституционното право, някои от които първоначално излизат на френски език във Франция.
Професор по конституционно и административно право в Университета на Рио де Жанейро. Гостуващ лектор е на Института за човешки права към Юридическия факултет на Колумбийския университет в Ню Йорк и на Юридическия факултет на Калифорнийския университет в Лос Анджелис.
През 2003 президентът Лула да Силва номинира Жуакин Барбоза за съдия във Върховния федерален съд на мястото на Жозе Карлос Морейра Алвеш. След като кандидатурата му е одобрена от Сената, Барбоза встъпва в длъжност на 25 юни 2003 г. От 19 април 2012 е заместник-председател на Върховния федерален съд, а на 10 октомври 2012 г. съставът на съда гласува на таен вот Жуакин Барбоза да заеме председателския пост след изтичането на председателския мандат на Карлос Айрес Брито. Така на 17 ноември 2013 г. Жуакин Барбоза става председател на Върховния федерален съд на Бразилия. Същата година списание „Таймс“ поставя името на Барбоса сред 100-те най-влиятелни личности в Света за 2013 г..
Жоакин Барбоза е известен с това, че е единственият върховен съдия, който открито се обявява за легализация на абортите в Бразилия. През 2013 г. той ръководи и най-голямото корупционно дело пред Върховния съд, последвало аферата „Менсалао“, което приключва с осъждането на повече от 25 лица – едри бизнесмени и политици, включително и такива от управляващата „Партия на Труда“, сред които е и шефът на канцеларията на президента Лула да Силва.
В началото на сесията на Върховния федерален съд, провела се на 29 май 2014 г., съдия Барбоса обявява пред съда, че в края на юни 2014 г. ще се оттегли преждевременно от поста си на председател и член на Върховния съд поради лични причини. Официално мандатът на съдия Брабоса е прекратен на 31 юни 2014 г. На 14 април 2015 г. президентът Русев номинира юриста Луиз Едсон Фашин за наследник на овакантеното от Барбоса място във Върховния федерален съд.